# Ryūji Izumi
Ryūji Izumi (jap. 和泉 竜司, Izumi Ryūji; * 6. November 1993 in Yokkaichi, Präfektur Mie) ist ein japanischer Fußballspieler.

## Karriere
Ryūji Izumi erlernte das Fußballspielen in der Schulmannschaft der Funabashi M High School sowie der Universitätsmannschaft der Meiji University. Seinen ersten Vertrag unterschrieb er 2016 bei Nagoya Grampus. Der Verein aus Nagoya spielte in der höchsten Liga des Landes, der J1 League. Am Ende der Saison 2016 musste er als Tabellensechzehnter den Weg in die Zweitklassigkeit antreten. Nach einem Jahr in der J2 League stieg man direkt wieder in die erste Liga auf. Nach 118 Spielen für Nagoya wechselte er Anfang 2020 zum Ligakonkurrenten Kashima Antlers nach Kashima. Nach 80 Erstligaspielen kehrte er im Januar 2023 zu seinem ehemaligen Verein Nagoya Grampus zurück. Am 2. November 2024 stand er mit Nagoya im Finale des J. League Cup. Das Finale gegen Albirex Niigata gewann man im Elfmeterschießen.

## Erfolge
Nagoya Grampus
- Japanischer Ligapokalsieger: 2024